# Absorbție (chimie)
Absorbția este operația unitară de separare a unuia sau a mai multor componenți dintr-un amestec omogen gazos prin dizolvarea într-un lichid numit absorbant.
Operația se realizează prin punerea în contact a două faze fluide. Dacă între lichidul absorbant și componentul absorbit au loc reacții chimice, operația se numește chemosorbție. Operația inversă a absorbției poartă denumirea de desorbție.

## Tipuri
Există 3 tipuri de absorbție:
- absorbția prin barbotare
- absorbția de suprafață
- absorbția cu pulverizarea lichidului absorbant

### Absorbția prin barbotare
La absorbția prin barbotare suprafața de contact se realizează prin trecerea amestecului gazos divizat în bule mici prin stratul de lichid absorbant.

### Absorbția cu pulverizare a lichidului absorbant
Scrumberul fără umplutură este format dintr-o coloană goala prevăzută cu un dispozitiv de pulverizare a lichidului  absorbant. Pentru separarea picăturilor de lichid antrenate la ieșirea gazului inert trece printr-un strat de umplutură.
Scrumberul mecanic cu ax orizontal. Acesta este prevăzut cu o serie de discuri perforate pentru pulverizare. Ele sunt fixate pe un arbore orizontal rotativ astfel încât sunt parțial scufundate în lichidul  absorbant care se găsește la partea inferioară a scruberului. În timpul rotirii lichidul  absorbant este antrenat de către discurile rotative și pulverizat sub formă de picături fine. Suprafața de contact între cele două faze se mărește și datorită trecerii amestecului gazos prin orificiile discurilor umezite cu lichid  absorbant.

## Aplicații
Aplicațiile absorbției sunt următoarele:
- îndepărtarea unui component nedorit dintr-un amestec de gaze, proces denumit degazare sau dezaerare,
- separarea componentului valoros dintr-un amestec de gaze, care se recuperează apoi, în stare mult mai pură, prin desorbție,
- Realizarea unor reacții chimice gaz-lichid prin chemosorbție.